# Peter Mieden

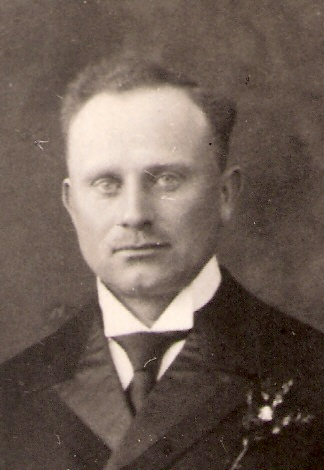
Peter Mieden im Jahr 1920

Peter Mieden (* 30. Juli 1882 in Roes; † 17. Februar 1962 in Moselsürsch) war ein deutscher Landwirt, Landwirtschaftsfunktionär und Politiker (Deutsche Zentrumspartei, CDU) in Rheinland-Pfalz.

## Leben
Peter Miedens Vater Peter Mieden und Mutter Anna Maria Mieden, geb. Spengler starben, als er noch ein Kleinkind war. So wuchs er als Vollwaise bei Verwandten in Moselsürsch auf und übernahm später deren landwirtschaftlichen Betrieb.
Der Landwirt heiratete am 5. Mai 1920 in Koblenz-Ehrenbreitstein seine Frau Katharina, geb. Moritz. Aus dieser Ehe gingen die drei Töchter Hedwig, Maria und Johanna hervor. Seine Enkelin ist die Notfallseelsorgerin und Feuerwehrfrau Hedwig Sehr, geb. Heidger.
Vor dem Zweiten Weltkrieg war Mieden Mitglied des Kreisvorstandes der Landwirte des Kreises Mayen und bis 1928 Vorsitzender des Ortsvereins der Landwirte von Moselsürsch. Im Jahr 1928 wurde er Vorstandsmitglied der Landwirtschaftskammer in Koblenz.
Von 1927 bis 1930 fungierte Mieden außerdem als Mitglied des Gutachterausschusses beim Landesfinanzamt in Köln in der Einheitsbewertung für die Rheinprovinz. Zudem war er Vorsitzender der heimischen Spar- und Darlehnskasse.
In der Nachkriegszeit wurde er Mitgründer des Bauern- und Winzerverbandes Mayen und führte als Kreisvorsitzender seit der Gründung am 11. Februar 1948 bis zum 25. Februar 1953 diesen Verband.
Mieden gehörte zu den Gründervätern des Bauern- und Winzerverbandes Rheinland-Nassau e.V. und gestaltete als dessen Vizepräsident ab der Gründung am 19. November 1948 bis zum 2. April 1954 die rheinland-pfälzische Landwirtschaftspolitik grundlegend mit.
Die letzten Jahre seines Lebens war er schwer krank ans Bett gefesselt.

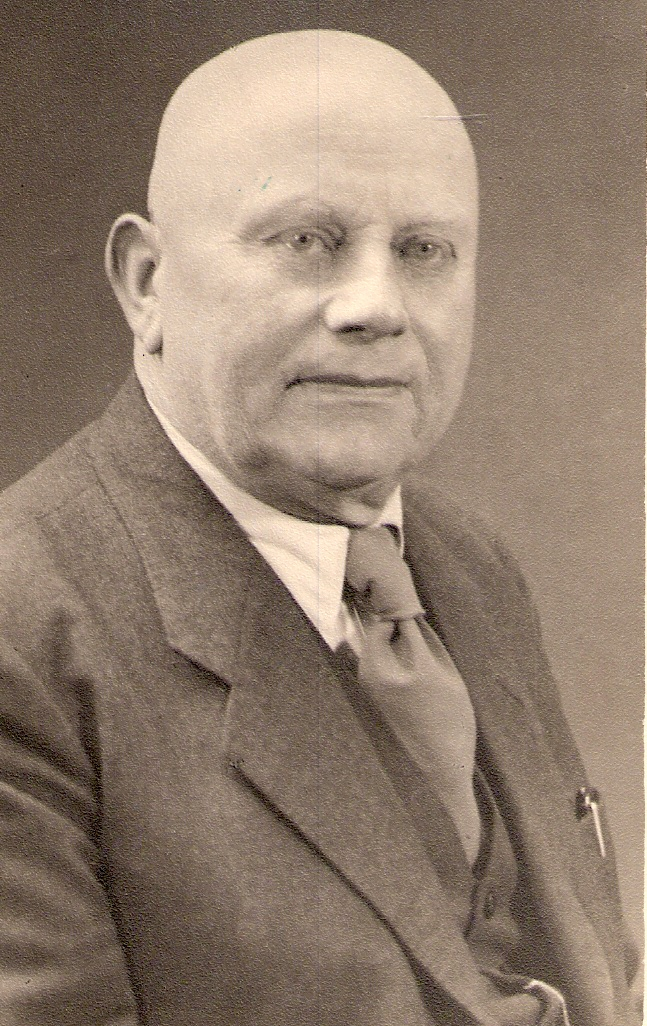
Peter Mieden im Jahr 1952

## Politik
Peter Mieden war vor dem Zweiten Weltkrieg in Moselsürsch Gemeindevorsteher in Moselsürsch und Vorsitzender des Bürgermeistereiverbandes des Kreises Mayen. Im Jahr 1922 wurde er erstmals Abgeordneter des Kreistages Mayen sowie 1926 in den Kreisausschuss des Kreises Mayen gewählt.
Nach dem Zweiten Weltkrieg nahm er trotz seines fortgeschrittenen Alters wichtige politische Aufgaben wahr.
Ab dem 13. Dezember 1948 bis Mitte der 1950er Jahre war er wieder engagiertes Mitglied des Kreisausschusses des Kreises Mayen.
Nach der Landtagswahl am 29. April 1951 im Landtagswahlkreis 1 wurde er Mitglied des Landtages Rheinland-Pfalz als CDU-Abgeordneter in der 2. Wahlperiode von 1951 bis 1955.

## Ehrungen
Für seine besonderen Verdienste wurde Peter Mieden neben anderen Auszeichnungen am 4. Januar 1956 das Verdienstkreuz des Verdienstordens der Bundesrepublik Deutschland verliehen.
Der Präsident des Bauern- und Winzerverbandes Rheinland-Nassau e.V. verlieh Mieden am 19. Dezember 1958 in Anerkennung seiner hervorragenden Verdienste um die Gründung und Förderung der berufsständischen Organisation als höchste Auszeichnung die Goldene Ehrennadel dieses Regionalverbandes. Etliche Jahre zuvor wurde Mieden am 7. Mai 1931 durch die Zentralstelle der Vereinigung des Rheinischen Bauernvereins und des Rheinischen Landbundes in Köln mit der Silbernen Ehrennadel für 25-jährige Mitgliedschaft ausgezeichnet.